# Jean-Talon (Metro Montreal)

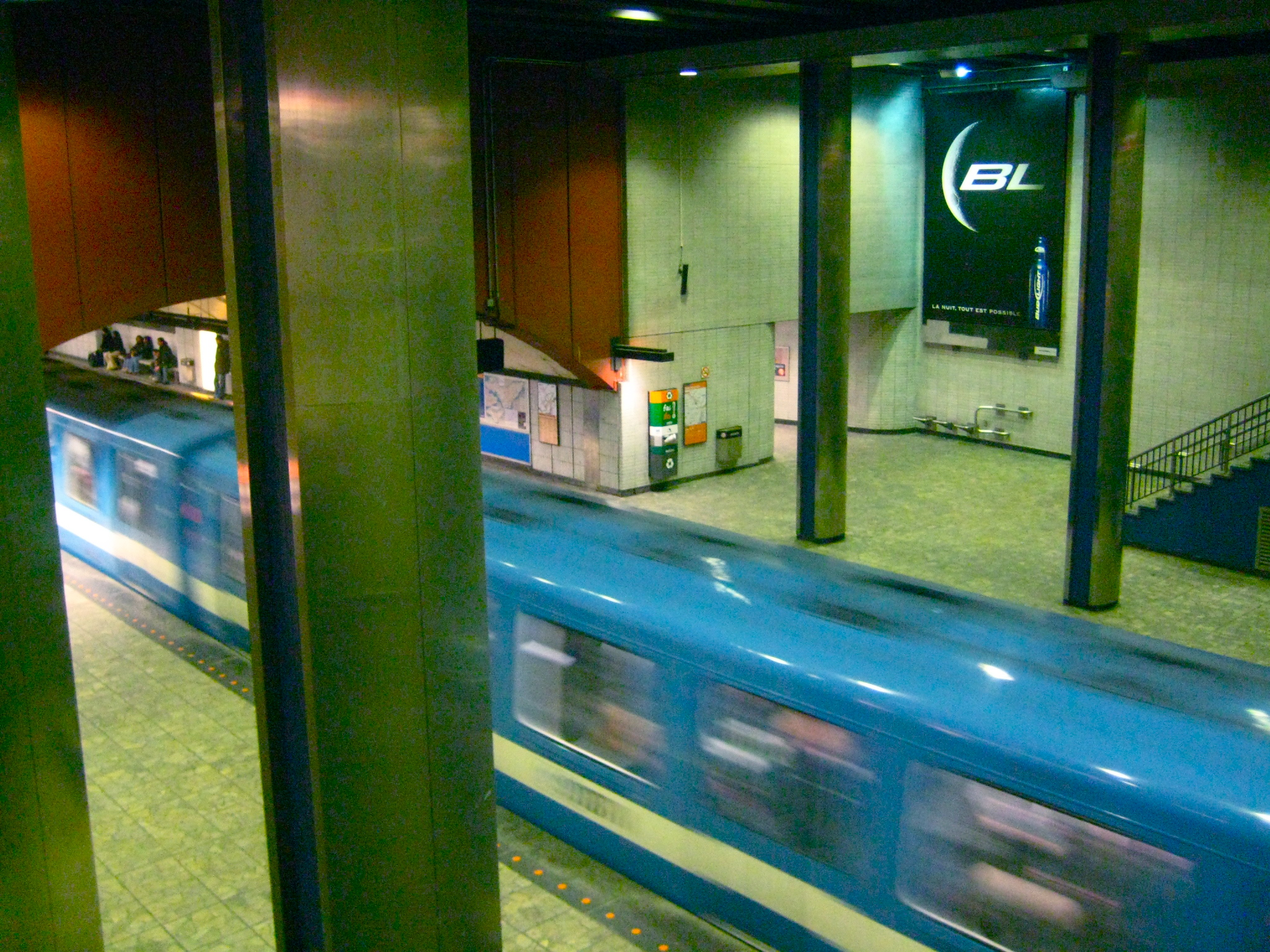
Bahnsteige der orangen Linie

Jean-Talon ist eine U-Bahn-Station in Montreal. Sie befindet sich im Arrondissement Rosemont–La Petite-Patrie an der Kreuzung von Rue Jean-Talon und Rue Berri. Hier kreuzen sich die orange Linie 2 und die blaue Linie 5. Im Jahr 2019 nutzten 5.272.433 Fahrgäste die Station, was dem 17. Rang unter den insgesamt 68 Stationen entspricht; die zahlreichen Umsteiger sind in dieser Zahl nicht enthalten.

## Bauwerk
Ursprünglich war Jean-Talon nicht als Umsteigeknoten konzipiert worden, weshalb sich die Stationsteile deutlich voneinander unterscheiden. Das Architekturbüro Duplessis, Labelle, Derome entwarf den oberen Stationsteil, der in offener Bauweise ausgeführt wurde. Dort liegen in einer Tiefe von 10,4 Metern die beiden Seitenbahnsteige der orangen Linie. Die Verteilerebene am südlichen Ende befindet sich in einem weiträumigen Hohlraum und verbindet verschiedene Zugänge miteinander.

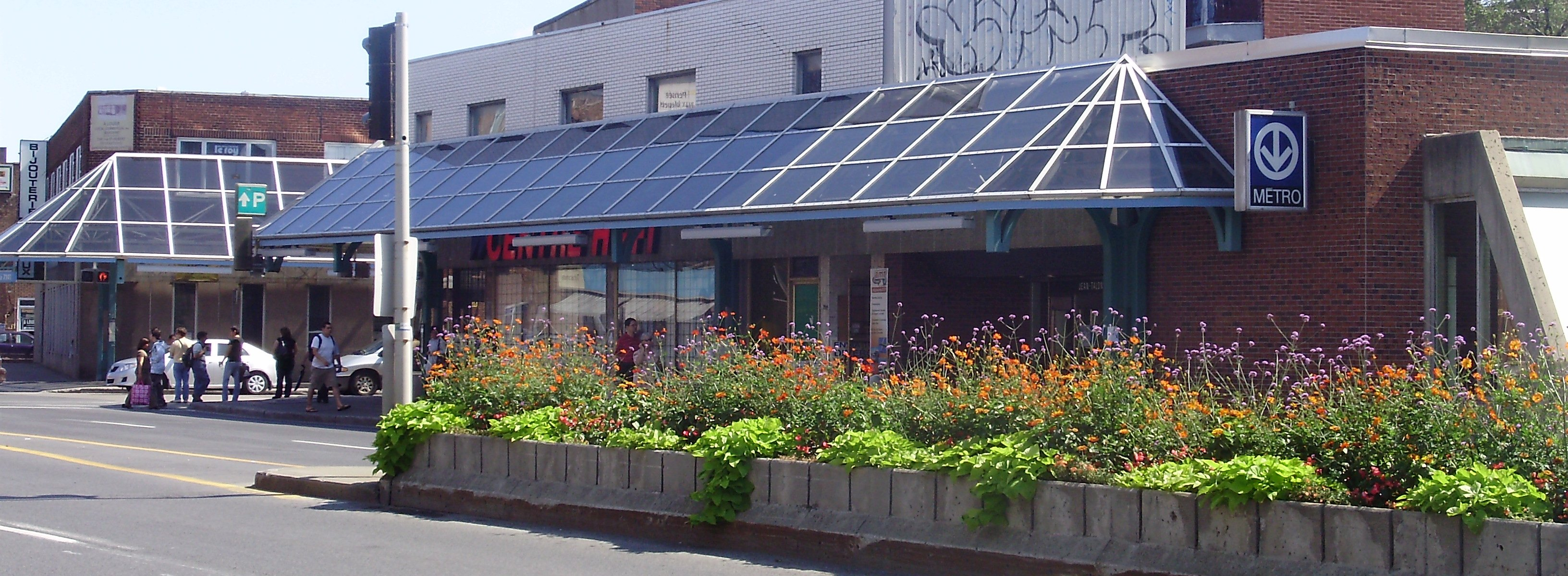
Eingangspavillon

Fast zwanzig Jahre später entstand der von Gilbert Sauvé gestaltete Stationsteil der blauen Linie. Die Gleise sind nicht neben-, sondern übereinander in zwei separaten Tunnelröhren angeordnet. Auf diese Weise konnte während der Bauarbeiten die vorübergehende Schließung der orangen Linie vermieden werden. Der Bahnsteig für Züge in südlicher Richtung liegt 18,6 Meter unter der Oberfläche, jener für Züge nach Norden 23,8 Meter. Die Entfernungen zu den benachbarten Stationen (jeweils von Stationsende zu Stationsanfang gemessen) sind wie folgt:
- Orange Linie: 712,10 Meter bis Beaubien und 977,10 Meter bis Jarry
- Blaue Linie: 839,60 Meter bis Fabre und 471,60 Meter bis De Castelnau[2]

Es gibt vier Ein- und Ausgänge. Einer ist in das Einkaufszentrum Plaza Saint-Hubert integriert, ein zweiter in das Hochhaus Tour Bell. Beidseits der Rue Jean-Talon befinden sich Pavillonbauten. Jener auf der nördlichen Seite stammt aus dem Jahr 1966, der zweite entstand 1999/2000 und ersetzte ein temporäres Bauwerk. Es bestehen Anschlüsse zu sechs Buslinien und zwei Nachtbuslinien der Société de transport de Montréal. Zu den Sehenswürdigkeiten in der Nähe gehört die Markthalle Marché Jean-Talon.

## Kunst

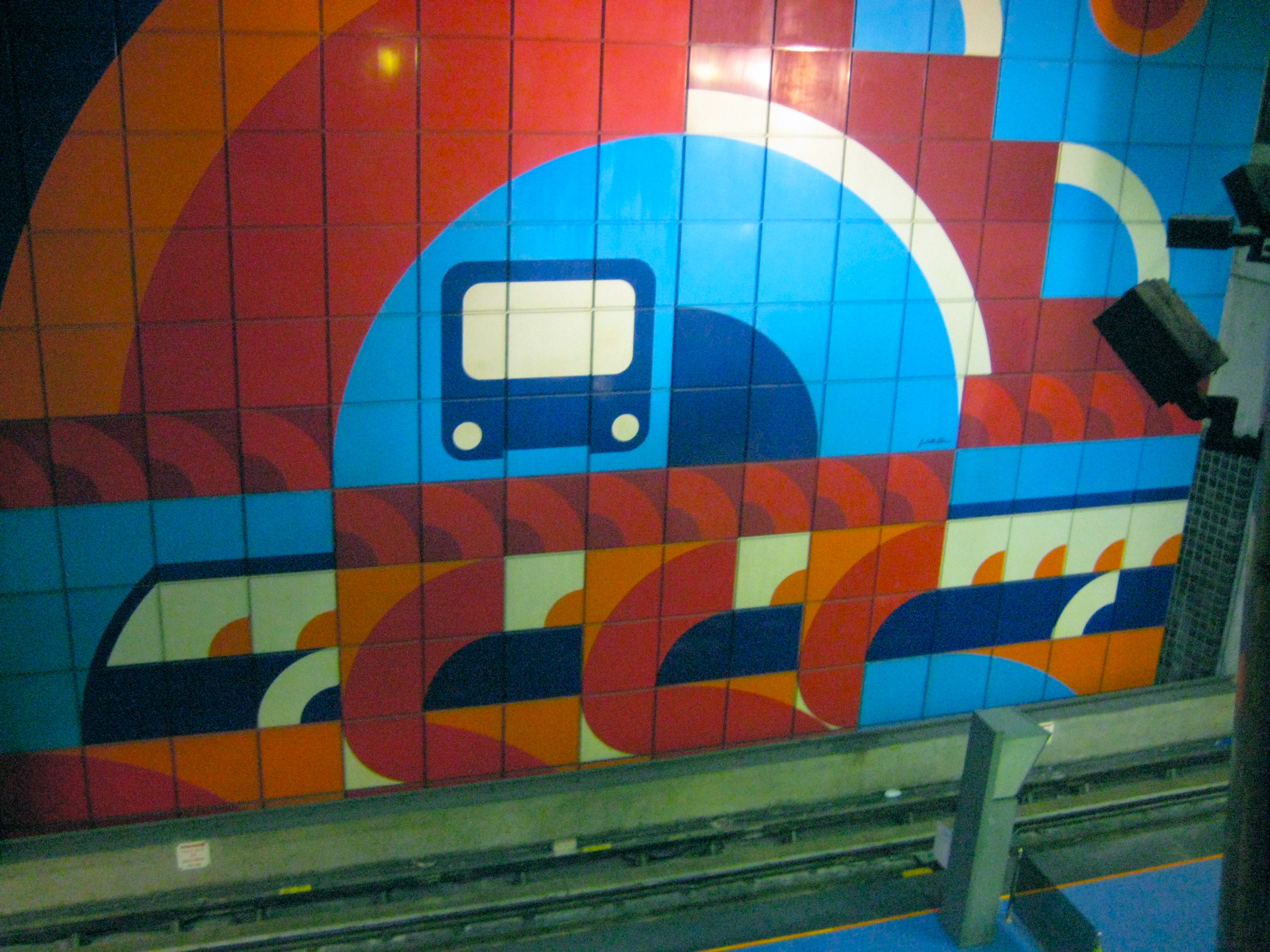
Wandmalerei im Stationsteil der blauen Linie

Während der Stationsteil der orangen Linie dem damaligen Zeitgeist entsprechend eher nüchtern gehalten ist, war Architekt Gilbert Sauvé im Stationsteil der blauen Linie auch für dekorative Elemente verantwortlich. Die Wände sind mit orangen und blauen Pfeilmotiven geschmückt, welche die Fahrtrichtung der Züge anzeigen. Bodenfliesen in denselben Farben übernehmen die gleiche Aufgabe. Das auffälligste Kunstwerk, ein 18 × 18 Meter großes Wandbild, stammt von Judith Klein. Es erstreckt sich über die gesamte Höhe der beiden Bahnsteige der blauen Linie und besteht aus 256 in Blau- und Orangetönen bemalten Metallplatten. Durch die Kombination verschiedener geometrischer Muster werden auf abstrakte Weise U-Bahn-Züge dargestellt.

## Geschichte
Die Eröffnung der Station erfolgte am 14. Oktober 1966, als das Teilstück Place-d’Armes–Henri-Bourassa der orangen Linie in Betrieb genommen wurde. Der Umsteigeknoten erlangte seine vollständige Funktionalität am 16. Juni 1986 mit der Eröffnung des Teilstücks Saint-Michel–De Castelnau der blauen Linie. Namensgeber der Station ist die Rue Jean-Talon. Benannt ist diese nach Jean Talon (1625–1694), der von 1665 bis 1668 und von 1670 bis 1672 als erster Intendant die Kolonie Neufrankreich regierte.